# Dadianeti
Dadianeti (en georgiano: დადიანეთი; en osetio: Дадианет; en ruso: Дадианет) es un pueblo que pertenece a la parcialmente reconocida República de Osetia del Sur, parte del distrito de Leningor, aunque de iure pertenece al municipio de Ajalgori de la región de Mtsjeta-Mtianeti de Georgia.

## Geografía
Dadianeti está en la ladera occidental de la cordillera de Alevi, 27 km al norte de Ajalgori.  

## Historia
La aldea fue mencionada por primera vez en fuentes del siglo XV con el nombre de Dadaneti. Inicialmente, estuvo incluida en la región histórica de Tsjradzmisjevia y posteriormente en el ducado de Ksani. 
De 1922 a 1990 formó parte del óblast autónomo de Osetia del Sur.
Durante la duración del conflicto georgiano-osetio hasta la victoria rusa en la guerra ruso-georgiana de 2008, con la que las de facto autoridades de Osetia del Sur establecieron el control sobre el valle de Ksani, Dadianeti formaba parte del territorio controlado por el gobierno de Georgia. Después de agosto de 2008, el pueblo quedó bajo el control de las autoridades de la República de Osetia del Sur. 

## Demografía
La evolución demográfica de Dadianeti entre 1923 y 2015 fue la siguiente:
| 339                                                      | 352 | 294 | 245 | 187 | 153 | 113 | 36 |
| (Fuente: Population of South Ossetia since Soviet times) |     |     |     |     |     |     |    |

Según el censo soviético de 1959, la mayoría de la población local eran georgianos.

## Infraestructura

### Arquitectura, monumentos y lugares de interés
El pueblo alberga las iglesias de la Trinidad y de San Jorge (ambas de los siglos IX y X). En la cabecera del pueblo se alza una torre cuadrangular con chimeneas, trampillas y emplazamientos de armas en sus muros y en la parte baja del pueblo se encuentran las ruinas de dos torres más.